# María José Calfilaf
María José Calfilaf (* 3. Mai 1996) ist eine chilenische Leichtathletin, die sich auf den Hindernislauf spezialisiert hat und aktuell Inhaberin des Landesrekordes über 3000 m Hindernis ist.

## Sportliche Laufbahn
Erste Erfahrungen bei internationalen Meisterschaften sammelte María José Calfilaf im Jahr 2023, als sie bei den Südamerikameisterschaften in São Paulo mit neuem Landesrekord von 10:23,92 min den vierten Platz über 3000 m Hindernis erreichte. Anschließend gelangte sie bei den Panamerikanischen Spielen in Santiago de Chile mit 10:26,89 min auf den elften Platz.
In den Jahren 2022 und 2023 wurde Calfilaf chilenische Meisterin im 3000-Meter-Hindernislauf.

## Persönliche Bestzeiten
- 3000 m Hindernis: 10:23,92 min, 29. Juli 2023 in São Paulo (chilenischer Rekord)